# Menneskets udvikling
Menneskets udvikling er den forandringsproces eller evolution, der har ført til fremkomsten af nutidens menneske. Mennesket og chimpansen havde en fælles forfader for cirka 5-7 millioner år siden. Udviklingen fra denne fælles forfader omfatter blandt andet neandertalere og andre nu uddøde arter som Homo erectus, kaldet abemennesker eller homininer. De er alle karakteriseret ved den oprette gang i modsætning de afrikanske menneskeabers "knogang".
Menneskets uddøde forfædre er fundet som fossiler rundt omkring i verden, mest almindeligt i Afrika. Man har desuden fundet stenredskaber, der er 2-3 millioner år gamle. Mennesket tilhører slægten Homo, der udskiltes fra andre abemennesker for ca. 2,5 mio. år siden. De ældste fossiler efter anatomisk moderne mennesker er 200-300.000 år gamle.

## Fossiler

### Europa
I 1856 fandt minearbejdere i en kalkstensgrotte i Tyskland (i et område ved floden Düssel kaldet Neanderthal) en række knogler, der lignede menneskeknogler, men de var meget kraftige og kraniet havde store øjenbrynsbuer. En lokal lærer og fossilsamler Carl Fuhlrott mente at de kunne stamme fra et urmenneske fra en meget tidlig periode (måske istiden), men de blev generelt regnet af samtiden for at være resterne af et nutidigt menneske. F.eks. mente en af den tids helt store navne, anatomi-professor Rudolf Virchow, at de stammede fra et nutidsmenneske, der som barn havde lidt af engelsk syge, pådraget sig flere kraniebrud og endelig som ældre havde fået gigt, der førte til misdannelser. Der blev først sat spørgsmålstegn ved Virchows forklaring, da man i 1886 fandt to andre skeletter nær byen Namur i Belgien. Dette fortidsmenneske blev kendt som neandertaleren. I 1900-tallet mente nogle palæantropologer, at neandertaleren var stamform til det moderne menneske, men nyere DNA-undersøgelser har vist at dette ikke er tilfældet.
I 1866 fandt man for første gang fossiler efter det moderne menneske i forhistorisk tid i Europa, Cro-Magnon-mennesket i det sydvestlige Frankrig. Det har levet på samme tid som neandertaleren.

### Asien
Den første der målrettet begyndte at lede efter fossiler var hollænderen Eugène Dubois i det daværende Hollandsk Ostindien i 1880'erne. Han var inspireret af den kendte tyske biolog Ernst Haeckel, der mente at mennesket nedstammede fra gibbonen i Sydøstasien. Ernst Haeckel var på sin side inspireret af englænderen Charles Darwins udgivelse af Arternes Oprindelse i 1859. På baggrund af Darwins teorier mente Ernst Haeckel, at der måtte have eksisteret en overgangsform (missing link) mellem en menneskeabe og et menneske. Eugène Dubois søgte først på Sumatra fra 1887-1890 og da dette ikke gav resultat derefter på Java fra 1890. Her fandt han i 1891 den øverste del af et kranium og senere også en lårbensknogle. Det havde både abe- og mennesketræk. Dubois navngav fundet Pithecanthropus erectus. Pithecanthropus er en sammentrækning af pithecus = abe og anthropus = menneske, og var allerede foreslået af Haeckel som navn på overgangsformen. Navnet blev senere ændret til Homo erectus. Spørgsmålet om missing link er i øvrigt ikke længere aktuelt, fordi man senere i 1900-tallet fandt fossiler i Afrika, der i tid ligger tæt på menneskelinjens udspaltning fra menneskeaberne.
Den svenske arkæolog, palæontolog og geolog Gunnar Andersson søgte også i Asien efter fossiler. Han kom i 1918 til Zhoukoudian 40 km sydvest for Peking i Kina, men først i 1923 fandt han de første to tænder som var tydeligt menneskelige. Fundene fik også andre til at grave i området og tre år senere fandt den kinesiske arkæolog W.C. Pei et velbevaret kranium, som lignede det, der var fundet på Java af Eugène Dubois næsten 30 år tidligere. Det blev kendt som Pekingmennesket. Alt tydede altså på dette tidspunkt på, at Haeckel havde ret i at menneskets vugge skulle findes i Asien.

### Afrika
I 1920'erne blev der fundet et kranium i det sydlige Afrika (ved byen Taung i Sydafrikas Nordvestprovins). Professor i anatomi Raymond Dart beskrev fundet videnskabeligt i 1925 og har senere fået navnet Australopithecus africanus. Den havde flere lighedstræk med mennesket end de andre nulevende menneskeaber. Den var opretgående med større hjerne end chimpanse og gorilla, og ganens form var som menneskets. Hjernen var mindre end hos de asiatiske Homo erectus-fund, hvilket kunne forklares med, at Australopithecus var en endnu tidligere overgangsform. Dette fund pegede derfor på Afrika som menneskets vugge. Palæontologer har diskuteret hvilke af de forskelle, der kendetegner menneskelinjen i forhold til menneskeaberne, der kom først og hvilken rolle de enkelte ændringer havde spillet. Den fremherskende teori var, at menneskelinjen fra starten var kendetegnet af både opret gang og en stor hjerne. Men Australopithecus-fundet pegede på først opret gang og senere en stor hjerne.
I 1930 indledte Louis Leakey sammen med sin kone Mary Leakey udgravninger i det daværende Britisk Østafrika (Kenya, Uganda og Tanganyika, nu Tanzania) i søgen efter menneskets forfædre. Inden 2. verdenskrig havde Olduvai-slugten vist sig at rumme fossiler af Homo erectus-former som de asiatiske. I 1959 finder Mary Leakey et kranium af Australopithecus boisei, som kan tidsfæstes med nye metoder baseret på radioaktivt henfald til en alder af ca. 1,75 millioner år. Senere samme år finder Louis Leakey en tand, der tyder på, at der også findes en mere menneskelignende art af mindst samme alder. Videre udgravninger i 1960 og de følgende år giver rester af en stribe individer af denne nye type, som i 1964 fører til opstilling af en ny art Homo habilis, hvilket betyder at starten på menneskeslægten Homo ligger ca. 2 millioner år tilbage i tiden og at stedet for mennesket vugge ligger i Østafrika.
I de følgende årtier myldrer fund af australopitheciner op af jorden fra Etiopien i nord til Tanzania i syd. De giver et billede af Østafrika som hjemsted for de første opretgående homininer og for de ældste medlemmer af Homo-slægten.

## Genetiske data
Siden 1980'erne er det blevet muligt at foretage genetiske undersøgelser af nulevende mennesker og derigennem belyse slægtskab og afstamning.
Man undersøgte i 1987 såkaldt mitokondrie-DNA (mtDNA) fra 147 kvinder fra hele verden. Det viste sig, at de kvinder hvis mtDNA havde den største variation stammede fra Afrika, mens kvinder fra Australien og Ny Guinea havde den mindste variation. Man konkluderede herudaf at mennesket er opstået i Afrika, idet variationen i de afrikanske kvinders mtDNA skyldes at deres mtDNA har haft længst tid til at ændre sig (ved mutationer). De europæiske og asiatiske kvinder havde en variation der lå herimellem. Det kunne også konkluderes, at de forskelle der fandtes sandsynligvis skyldtes ændringer inden for de seneste 140.000-290.000 år. Senere undersøgelser – herunder af kerne-DNA – har bekræftet dette billede.
DNA-undersøgelserne underbygger teorien om, at det moderne menneske Homo sapiens er opstået i Afrika og har spredt sig til resten af verden via det eurasiske kontinent for senere at ankomme til Australien.

## Oversigt
Her følger en oversigt over menneskets karakteristiske træk og deres placering i udviklingsprocessen, fra primaterne skiller sig ud fra de øvrige pattedyr for 50 millioner år siden til det moderne menneske opstår.

### Primater
Primaterne tilpasser sig et liv i træerne med
- Fremadrettede øjne med tredimensionalt farvesyn.
- Lemmer med gribefunktion (modstillet tommel)
- Føder ofte kun 1 unge ad gangen (to brystvorter)
- Relativ stor hjerne med stærk udvikling af sensoriske og motoriske områder samt områder for koordination.

### Menneskeaber
Menneskeaberne specialiserer sig fra de øvrige primater med
- Større hjerner, hvor synsbarken er stærkt udviklet, mens området for lugtesansen er reduceret
- Kindtænder beregnet til føde bestående af frugt (ikke længere insekter)
- Størrelsesforskel mellem kønnene

### Abemennesker
I spredt skovbevoksning udvikler australopithecinerne sig fra de øvrige menneskeaber med opret gang. Dette skete for 5-7 millioner år siden ved at de to udviklingslinier, der har ført frem til henholdsvis mennesket og dets nærmeste nulevende slægtning chimpansen, skiltes. Der har dog været mange andre estimater for hvornår denne adskillelse skete, f.eks. viste en dansk undersøgelse i 2006 at det skete for 4,1 mio. år siden. Adskillelsen fandt formentlig sted i kølvandet på en stor kløftdannelse ned gennem Afrika, der betød en adskillelse af de dalevende menneskeaber henholdsvis øst og vest for den store kløft. Det østlige område blev hævet, hvilket betød at de modtog mindre nedbør end tidligere, hvilket så igen medførte at den sammenhængende regnskov langsomt opløstes i mindre og mindre skovbevoksninger adskilt af savanne. På dette tidspunkt fandtes skovlevende menneskeaber både øst og vest for den nye kløft. Nulevende chimpanser og gorillaer menes derfor at være efterkommere af dem, der levede vest for kløften. For dem, der levede øst for, var ændringen i klima en trussel mod deres hidtidige levevis baseret på klatring i skovens træer efter frugt. Formentlig som en tilpasning til at opretholde deres traditionelle føde i de nye omgivelser udvikledes nye arter af menneskeaber med større evne til at gå på bagbenene og dermed tilbagelægge afstandene mellem træbevoksningerne med mindre energiforbrug og samtidig større overblik over eventuelle rovdyr på savannen.
Fund af de første abemennesker, australopithecinerne, viser, at deres hjernestørrelse ikke adskilte sig fra de nulevende chimpanser og ikke voksede synderligt i størrelse i de følgende 2 millioner år.

### SlægtenHomo
Det er formentlig igen ændrede klimaforhold – en afkøling, der sætter ind for ca. 2,5 mio. år siden – der presser australopithecinerne til at supplere den sædvanlige kost med nye fødeemner, efterhånden som den traditionelle føde bliver sjældnere. Det fører til en ny udviklingslinje i form af slægten Homo, hvor tænderne bliver mindre og hjernen større.
De ældste fundne fossiler, som kan henføres til slægten Homo er ca. 2,4 mio. år gamle. Det drejer sig om arterne Homo habilis og Homo rudolfensis, begge fra Østafrika. Sammen med disse er fundet de ældste, primitive stenredskaber, tilhørende den såkaldte oldowan-kultur. Stenredskaberne er fremstillet ved afhugning af flækker fra mindre afrundede sten. Flækkerne har kunnet bruges til at skære med, mens den tilhuggede kerne har kunnet bruges til at banke og hakke med. Det vil sige at man f.eks. har kunnet fremgrave og knuse rodfrugter eller har kunnet skære ådsler eller nedlagt bytte i småstykker. Også marv og hjernemasse, der er meget næringsrigt, har man kunnet nå ved at knuse knoglerne. Redskaberne har således kunnet udgøre en erstatning for et stort tandsæt – som hos de tidlige abemennesker – og samtidig har brugen af redskaber kunnet igangsætte en udvikling af en større hjerne, fordi der blev bedre plads i kraniet i takt med at tænderne blev mindre, og fordi en mere fedt- og proteinrig kost muliggjorde et øget energiforbrug fra en større hjerne. Man mener også at der med slægten Homo er tegn på en begyndende arbejdsdeling inden for medlemmerne af en gruppe, og at de er begyndt at deles om føden, en slags første skridt mod en samfundsdannelse. Dette er et brud på den i naturen udbredte regel, at individer – selv når de samarbejder om at fange et bytte – alene er optaget af at skaffe føde til sig selv og sit afkom. Denne nye samarbejdsform har også kunnet stimulere en udvikling af hjernen, bl.a. udviklingen af kommunikation mellem gruppens medlemmer om føde- og arbejdsdelingen.

#### Homo habilis
Sporene fra Homo habilis dækker næsten 1 million år, frem til for ca. 1,5 mio. år siden. Men inden da – for ca. 1,8 mio. år siden – er en ny og endnu mere succesrig art, Homo erectus, udviklet fra dem. Igen er Østafrika stedet, men i modsætning til forgængeren lykkes det Homo erectus i løbet af den næste million år at sprede sig ud over Afrikas grænser og bl.a. tilpasse sig livet i kølige tempererede zoner i Eurasien. Succesen er baseret på en række nye udviklingstræk: systematisk jagtadfærd, bosættelser af en vis permanent karakter, en mere systematisk fremstilling af specialredskaber i sten, den første brug af ild og de første sikre tegn på en forlænget barndom. Slidmærker i tandemaljen viser endvidere, at Homo erectus helt er overgået fra overvejende ”frugtædende” til ”altædende”. Og den forskel i størrelse mellem kønnene, der har hos forgængerne reduceres markant, mens hjernestørrelsen tager endnu et spring fremad. Men kropsstørrelsen vokser også og Homo erectus er med hensyn til fysik både forgængeren og det moderne menneske klart overlegen.
Homo habilis/rudolfensis udvikler sig altså tilpasset et liv, hvor føde i form af frugt kombineres med grovere fødeemner og ådsler. Formentlig fremskaffes føden gennem arbejdsdeling og transporteres til en fælles spiseplads. Større dyr kan parteres og jordknolde og andre grove fødeemner graves op og knuses ved brug af redskaber. Dette muliggør et relativt spinkelt tandsæt og et bredt uspecialiseret fødevalg (altædende).

#### Homo erectus
Homo erectus/ergaster lægger en række nye træk til den begyndende kulturdannelse, som gør en spredning til tempererede zoner og endnu bredere fødevalg mulig, bl.a. brug af ild (køkken-teknologi). Fysisk er kroppen blevet større, også hjernen, men hjernen er ikke forholdsmæssigt meget større end hos forgængerne, den såkaldte encephalisationskvotient ændres ikke (se tabel nedenfor). Andre træk peger dog mod en bedre tilpasning til en stor hjerne:
- Størrelsesforskel mellem kønnene er blevet markant mindre
- Forlænget barndom

Homo erectus er ikke blot en succes i kraft af sin store geografiske udbredelse. Også tidsmæssigt overlever arten i mere end 1,5 mio. år.

#### Homo sapiens
De ældste fossiler, der henføres til arten Homo sapiens er op imod 500.000 år gamle. Der er dog fossiler som menes at være op mod 800.000 år gamle, der af nogle menes at tilhøre arten. En af de store udfordringer i forbindelse med en større hjerne er den ændrede form af bækkenet på grund af den oprette gang. Barnets hoved skal kunne passere bækkenåbningen. En af særtrækkene ved mennesket er derfor en forlængelse af barndommen, hvilket muliggør at barnet kan fødes med en mindre udviklet hjerne, fordi hjerneudviklingen i stedet foregår efter fødslen. Samtidig gør det den periode barnet er afhængig af voksnes omsorg længere, og dermed forældrerollen betydeligere. Men dette gør også muligheden for overførsel af erfaringer fra generation til generation større – en af grundpillerne i dannelsen af kultur.
Hjernestørrelsen stiger altså, mens kroppen i øvrigt bliver spinklere. De første mange tusinde år findes mange ligheder, der peger tilbage til Homo erectus både i kropsbygning og med hensyn til levevis.
Der sker et skifte for omkring 40.000 år, idet kulturel udvikling begynder at dominere i forhold til genetisk udvikling,
hvorefter det går stærkt med udvikling og spredning af nye redskabskulturer, der afløser hinanden med få tusind års mellemrum. Kunstneriske udtryk som hulemalerier, figurer og udsmykkede redskaber bliver almindelige fra dette tidspunkt.

## Andre træk ved mennesket – placering i udviklingshistorien

### Behåring og svedkirtler
Hos mennesket er behåringen næsten forsvundet, mens selv de nærmeste slægtninge – menneskeaberne – har bevaret deres. Samtidig er der en tendens til at antallet af svedkirtler stiger jo nærmere beslægtede til mennesket abearter er.
Hos mennesket er det stort set hele hudens overflade, der indeholder de såkaldte ekkrine kirtler, der afgiver klar saltholdig væske i modsætning til de apokrine kirtler, der findes i armhuler og skridtet, der også udskiller æggehvidestoffer (og er knyttet til hårsækkene).
En teori, vandabehypotesen, gør disse forhold til omdrejningspunkter for at hævde, at mennesket på sin udviklingsvej har været igennem en periode tilpasset liv i vandmiljø – og vel at mærke inden for de seneste få millioner år efter udspaltningen fra de øvrige menneskeaber. Teorien er ikke bredt accepteret.

### Menstruation og menopause
Hos mennesket og menneskeaberne gennemløber hunnerne en særlig cyklus, hvor et æg frigøres fra en af æggestokkene og enten befrugtes og derefter sætter sig fast i livmoderens slimhinde eller udstødes af livmoderen sammen med slimhinden fulgt af blødning, kaldet menstruation. Hos mennesket stopper kvinden med at menstruere fra og med en vis alder – den såkaldte menopause. Dette gælder muligvis også hos gorillaen.
Varigheden af den enkelte cyklus varierer fra art til art, fra individ til individ og indenfor samme individ, men den normale varighed ses i følgende tabel:
| Art                         | Cyklus (dage) | Menopause-alder (år) |
| --------------------------- | ------------- | -------------------- |
| Mennesket (Homo sapiens)    | 28            | 47                   |
| Orangutang (Pongo pygmaeus) | 29            |                      |
| Gorilla (Gorilla gorilla)   | 30            | 44                   |
| Chimpanse (Pan troglodytes) | 37            |                      |
| Bonobo (Pan paniscus)       | 45            |                      |

En særligt træk ved mennesket er at der ikke forekommer en brunsttid. En teori gør dette til en afgørende faktor for opståen af menneskelig kultur (Knight m.fl. 1991 & 1995). Teorien går ud på, at manglen på brunst hos menstruerende kvinder har været med til at sikre mændenes interesse for at holde sammen med kvinderne konstant, hvilket har hjulpet til at kvinderne har kunnet gennemtvinge at ”forsørgerbyrden” har kunnet deles mellem kønnene og dannelsen af samfund med fødedeling ved at presse manden til kød for sex. Samtidig har menstruationens betydning dannet basis for, at kvinder har udviklet symboler knyttet til den røde farve som første trin i symboldannelse og kulturudvikling. Teorien er ikke bredt accepteret.

### Hjernens størrelse
| Udviklingstrin                                      | Bevægemåde                   | Kropsvægt (kg) | Hjernevægt (gram) | Encephalisations- kvotient (EK) | Redskabskultur                                        |
| --------------------------------------------------- | ---------------------------- | -------------- | ----------------- | ------------------------------- | ----------------------------------------------------- |
| Proconsul (abe) (17-22 mio år siden)                | Træklatrer med firbenet gang |                |                   | 1,5                             | (ingen)                                               |
| Australopithecus africanus (fra 3-3,5 mio år siden) | Opret gang                   | 46             | 442               | 2,2                             | (ingen)                                               |
| Homo habilis (fra 2,4 mio år siden)                 | Opret gang                   | 41             | 631               | 3,4 spor af Brocas område       | Oldowan                                               |
| Homo erectus (fra 1,8 mio år siden)                 | Opret gang                   | 59             | 826               | 3,3                             | Acheuléen bopladser (huler og grenhytter) brug af ild |
| Homo sapiens (moderne form) (fra 40.000 år siden)   | Opret gang                   | 44             | 1250              | 6,3                             | Aurignacien → Gravettien → Solutréen → Magdalénien    |